# Miljøgeografi
Miljøgeografi er læren om stofkredsløb og energikredsløb i tilknytning til menneskenes levevis. Her opnås viden om de natur- og humanvidenskabelige aspekter af samfundets forvaltning af ressourcer og miljø på forskellige geografiske skalaer (for eksempel for en folkegruppe, regionalt, nationalt eller globalt). Denne viden opnås igennem systemteoretiske og -analytiske tilgange til samfundets måde at forvalte stof- og energiressourcer på, det være sig i såvel landbrug- som ikke-landbrugsmæssig produktion.
Behandling af centrale problemstillinger indenfor natur- og landskabsforvaltning, den globale fødevareproduktion (herunder agro-økologiske, teknologiske og økonomiske forhold), forandringsprocesserne i den globale arealanvendelse (især landbrugs- og skovbrugsmæssig), bidrager alt sammen til, en bedre forståelse af komplekse ressource- og miljøproblemer på grænsefladen mellem natur- og samfundsvidenskaben.